# Военный коммунизм

Эмблема РККА в 1918—1922 годах

Военный коммунизм — название внутренней политики Советского государства, проводившейся в 1918—1921 годах в условиях Гражданской войны. Её характерными чертами были крайняя централизация управления экономикой, национализация крупной, средней и даже мелкой промышленности (частично), государственная монополия на многие продукты сельского хозяйства, продразвёрстка, запрет частной торговли, свёртывание товарно-денежных отношений, уравнивание в распределении материальных благ, использование армии и милиции в народном хозяйстве.
Такая политика основывалась на коммунистической идеологии, в которой идеал планового хозяйства виделся в превращении страны в единую фабрику, головная «контора» которой непосредственно управляет всеми хозяйственными процессами. Во II Программе на VIII съезде РКП(б) в марте 1919 года была зафиксирована идея о немедленном построении бестоварного социализма путём замены рыночной торговли планомерным, организованным в общегосударственном масштабе распределением продуктов.
В историографии имеются различные мнения по вопросу о причинах перехода к такой политике, кто-то из историков считал, что это была попытка командным методом «ввести коммунизм» и большевики отказались от этой идеи лишь после её провала, другие преподносили её как временную меру, как реакцию большевистского руководства на реалии Гражданской войны. Такие же противоречивые оценки давали этой политике и сами вожди большевистской партии, возглавлявшие страну в годы Гражданской войны. Решение о прекращении военного коммунизма и переходе к НЭПу было принято 14 марта 1921 года на X съезде РКП(б).

## Основные элементы «военного коммунизма»
Основой военного коммунизма стала национализация всех отраслей хозяйства. Национализация началась сразу же после Октябрьской социалистической революции и прихода большевиков к власти — о национализации «земли, недр, вод и лесов» было объявлено в день Октябрьского восстания в Петрограде — 7 ноября 1917 года. Комплекс социально-экономических мероприятий, проведённых большевиками в ноябре 1917 — марте 1918, получил название «красногвардейская атака на капитал».

### Ликвидация частных банков и конфискация вкладов
Одним из первых действий большевиков во время Октябрьской революции был вооружённый захват Государственного банка. Были захвачены и здания частных банков. 8 декабря 1917 года был принят Декрет СНК «Об упразднении Дворянского земельного банка и Крестьянского поземельного банка». Декретом «о национализации банков» от 14 (27) декабря 1917 года банковское дело было объявлено государственной монополией.
Национализация банков в декабре 1917 года была подкреплена конфискацией денежных средств и сбережений населения. Конфисковалось всё золото и серебро в монетах и слитках, бумажные деньги, если они превышали сумму в 5000 рублей и были нажиты «нетрудовым путём». Для малых вкладов, оставшихся неконфискованными, была установлена норма получения денег со счетов не более 500 рублей в месяц, так что и неконфискованный остаток быстро съедался инфляцией.

### Национализация промышленности
Уже в июне-июле 1917 года из России началось «бегство капитала». Первыми бежали иностранные предприниматели, искавшие в России дешёвую рабочую силу: после Февральской революции установление, борьба за повышение заработной платы, узаконенные стачки (забастовки) лишили предпринимателей их сверхприбылей. Постоянно нестабильная обстановка побуждала к бегству и многих отечественных промышленников. Мысли о национализации ряда предприятий были у министра торговли и промышленности А. И. Коновалова ещё раньше, в мае, и по другим причинам: постоянные конфликты промышленников с рабочими, вызывавшие забастовки с одной стороны и локауты с другой, дезорганизовали и без того подорванную войной экономику.
С теми же проблемами столкнулись и большевики после Октябрьской социалистической революции. Первые декреты Советской власти никакой «передачи фабрик рабочим» не предполагали, о чём красноречиво свидетельствует и утверждённое ВЦИК и СНК 14 (27) ноября 1917 года. Положение о рабочем контроле, которое специально оговаривало права предпринимателей Однако и перед новой властью встали вопросы: что делать с брошенными предприятиями и как предотвратить локауты и прочие формы саботажа?
Начавшаяся как «усыновление» бесхозных предприятий, национализация в дальнейшем превратилась в меру по борьбе с контрреволюцией. Позже, на XI съезде РКП(б), Л. Д. Троцкий вспоминал:

…В Петрограде, а потом и в Москве, куда хлынула эта волна национализации, к нам являлись делегации с уральских заводов. У меня щемило сердце: «Что мы сделаем? — Взять-то мы возьмем, а что мы сделаем?» Но из бесед с этими делегациями выяснилось, что меры военные абсолютно необходимы. Ведь директор фабрики со всем своим аппаратом, связями, конторой и перепиской — это же настоящая ячейка на том или другом уральском, или питерском, или московском заводе, — ячейка той самой контрреволюции, — ячейка хозяйственная, прочная, солидная, которая с оружием в руках ведёт против нас борьбу. Стало быть, эта мера была политически необходимой мерой самосохранения. Перейти к более правильному учёту того, что мы можем организовать, начать борьбу хозяйственную мы могли лишь после того, как обеспечили себе не абсолютную, но хотя бы относительную возможность этой хозяйственной работы. С точки зрения отвлечённо-хозяйственной можно сказать, что та наша политика была ошибочна. Но если поставить её в мировой обстановке и в обстановке нашего положения, то она была, с точки зрения политической и военной в широком смысле слова, абсолютно необходимой.
Первой была национализирована 17 (30) ноября 1917 фабрика товарищества Ликинской мануфактуры А. В. Смирнова (Владимирская губерния). Всего с ноября 1917 до марта 1918, по данным промышленной и профессиональной переписи 1918 года, национализировано 836 промышленных предприятий. 2 мая 1918 года СНК принял декрет о Национализации сахарной промышленности, 20 июня — нефтяной. К осени 1918 года в руках советского государства было сосредоточено 9542 предприятия. Все крупные частные средства производства были национализированы методом безвозмездной конфискации. К апрелю 1919 года практически все крупные предприятия (с числом наёмных рабочих более 30) были национализированы. К началу 1920 года была в основном национализирована и средняя промышленность. Было введено жёсткое централизованное управление производствами. Для управления национализированной промышленностью был создан Высший совет народного хозяйства.

### Монополия внешней торговли
В конце декабря 1917 года внешняя торговля была поставлена под контроль Наркомата торговли и промышленности, а в апреле 1918 года объявлена государственной монополией. Был национализирован торговый флот. Декрет о национализации флота объявил общенациональной неделимой собственностью Советской России судоходные предприятия, принадлежащие акционерным обществам, паевым товариществам, торговым домам и единоличным крупным предпринимателям, владеющим морскими и речными судами всех типов.

### Принудительная трудовая повинность
Была введена принудительная трудовая повинность, сначала для «нетрудовых классов». Принятый 10 декабря 1918 года Кодекс законов о труде (КЗоТ) установил трудовую повинность для всех граждан РСФСР. Декретами, принятыми СНК 12 апреля 1919 года и 27 апреля 1920 года, запрещались самовольный переход на новую работу и прогулы, устанавливалась суровая и жесткая трудовая дисциплина на предприятиях. Широко распространилась также система неоплачиваемого труда в выходные и праздники в виде «субботников» и «воскресников».

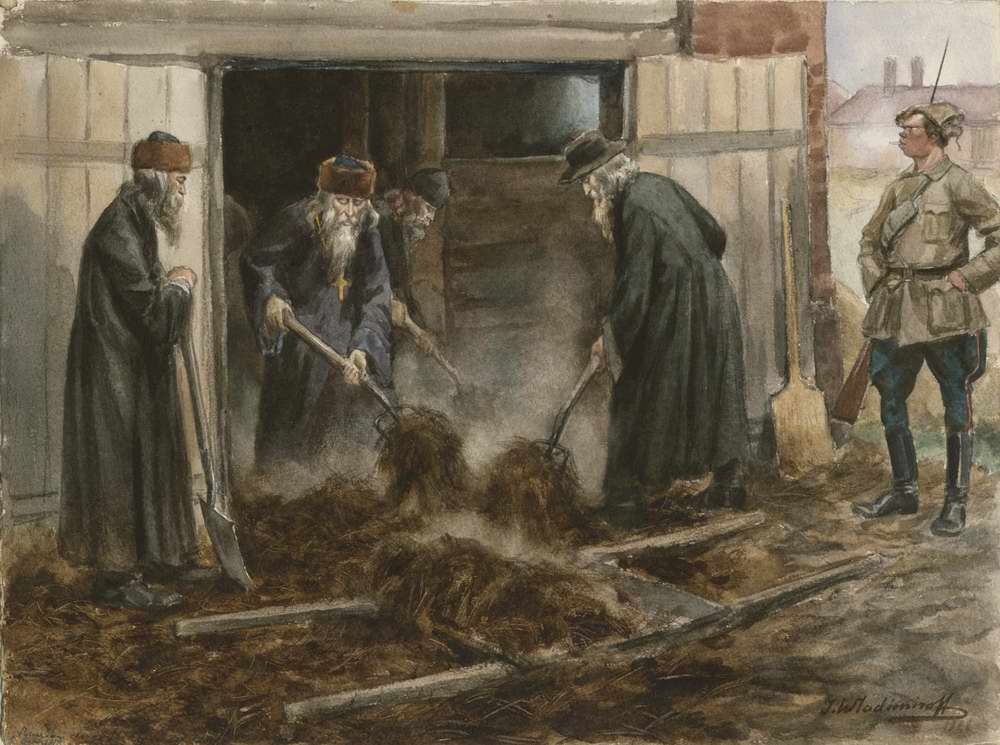
Священники на принудительной работе, картина И. А. Владимирова

Согласно декрету СНК от 29 января 1920 года «О порядке всеобщей трудовой повинности», всё трудоспособное население, независимо от постоянной работы, привлекалось к выполнению различных трудовых заданий. Декретом при Совете обороны был создан Главный комитет по всеобщей трудовой повинности (Главкомтруд) во главе с Дзержинским.
В начале 1920 года, в условиях, когда демобилизация высвободившихся частей РККА представлялась преждевременной, некоторые армии были временно преобразованы в трудовые, сохранявшие военную организацию и дисциплину, но работавшие в народном хозяйстве. Направленный на Урал для преобразования 3-й армии в 1-ю трудовую Л. Д. Троцкий вернулся в Москву с предложением изменить экономическую политику: заменить изъятие излишков продовольственным налогом (с этой меры через год начнётся новая экономическая политика). Однако предложение Троцкого в ЦК получило лишь 4 голоса против 11, большинство во главе с Лениным к изменению политики оказалось не готово, и IX съезд РКП(б) принял курс на «милитаризацию хозяйства».

### Продовольственная диктатура
Большевиками были продолжены хлебная монополия, предложенная Временным Правительством, и продразвёрстка, введённая Царским правительством. 9 мая 1918 года выходит Декрет, подтверждающий государственную монополию хлебной торговли (введённую Временным правительством) и запрещающий частную торговлю хлебом. 13 мая 1918 года декретом ВЦИК и СНК «О предоставлении народному комиссару продовольствия чрезвычайных полномочий по борьбе с деревенской буржуазией, укрывающей хлебные запасы и спекулирующей ими», были установлены основные положения продовольственной диктатуры. Цель продовольственной диктатуры заключалась в централизованной заготовке и распределении продовольствия, подавлении сопротивления кулаков и борьбе с мешочничеством. Наркомпрод получил неограниченные полномочия при заготовке продуктов питания. На основании декрета от 13 мая 1918 года ВЦИК установил нормы душевого потребления для крестьян — 12 пудов зерна, 1 пуд крупы и т. д. — аналогичные нормам, введённым Временным правительством в 1917 году. Весь хлеб, превышающий эти нормы, должен был передаваться в распоряжение государства по установленным им же ценам. Фактически крестьяне сдавали продукты без вознаграждения (в 1919 обесцененными деньгами или промышленными товарами компенсировали только половину реквизированного зерна, в 1920 — менее 20 %).
В связи с введением продовольственной диктатуры в мае-июне 1918 г. была создана Продовольственно-реквизиционная армия Наркомпрода РСФСР (Продармия), состоящая из вооружённых продотрядов. Для руководства Продармией 20 мая 1918 г. при Наркомпроде было создано Управление главного комиссара и военного руководителя всех продотрядов. Для выполнения этой задачи создавались вооружённые продотряды, наделённые чрезвычайными полномочиями.
В. И. Ленин так объяснял существование продразвёрстки и причины отказа от неё:

Продналог есть одна из форм перехода от своеобразного «военного коммунизма», вынужденного крайней нуждой, разорением и войной, к правильному социалистическому продуктообмену. А этот последний, в свою очередь, есть одна из форм перехода от социализма с особенностями, вызванными преобладанием мелкого крестьянства в населении, к коммунизму.
Своеобразный «военный коммунизм» состоял в том, что мы фактически брали от крестьян все излишки и даже иногда не излишки, а часть необходимого для крестьянина продовольствия, брали для покрытия расходов на армию и на содержание рабочих. Брали большей частью в долг, за бумажные деньги. Иначе победить помещиков и капиталистов в разорённой мелко-крестьянской стране мы не могли…
Но не менее необходимо знать настоящую меру этой заслуги. «Военный коммунизм» был вынужден войной и разорением. Он не был и не мог быть отвечающей хозяйственным задачам пролетариата политикой. Он был временной мерой. Правильной политикой пролетариата, осуществляющего свою диктатуру в мелко-крестьянской стране, является обмен хлеба на продукты промышленности, необходимые крестьянину. Только такая продовольственная политика отвечает задачам пролетариата, только она способна укрепить основы социализма и привести к его полной победе.
Продналог есть переход к ней. Мы все ещё так разорены, так придавлены гнётом войны (бывшей вчера и могущей вспыхнуть благодаря алчности и злобе капиталистов завтра), что не можем дать крестьянину за весь нужный нам хлеб продукты промышленности. Зная это, мы вводим продналог, т.-е. минимально необходимое (для армии и для рабочих).

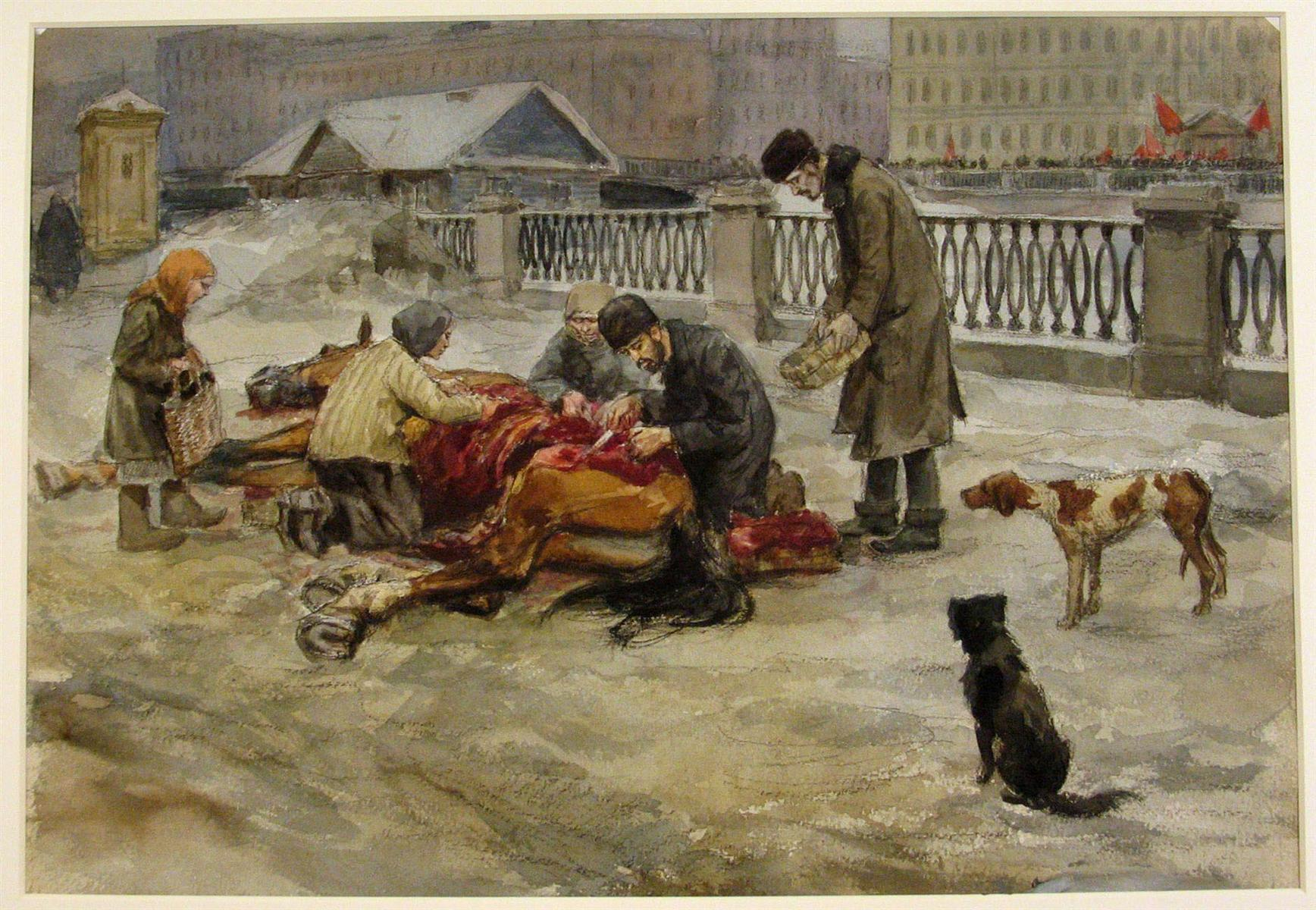
«Голод», картина И. А. Владимирова

27 июля 1918 года Наркомпрод принял специальное постановление о введении повсеместного классового продовольственного пайка с разделением на четыре категории, предусмотрев меры по учёту запасов и распределению продовольствия. Сначала классовый паёк действовал только в Петрограде, с 1 сентября 1918 года — в Москве — а потом был распространён на провинцию.
Снабжаемые делились на 4 категории (потом на 3): 1) все рабочие, работающие в особо тяжёлых условиях; кормящие грудью матери до 1-го года ребёнка и кормилицы; беременные с 5-го месяца 2) все работающие на тяжёлых работах, но в обычных (не вредных) условиях; женщины — хозяйки с семьёй не менее 4-х человек и дети от 3-х до 14 лет; нетрудоспособные 1-й категории — иждивенцы 3) все рабочие занятые на лёгких работах; женщины хозяйки с семьёй до 3-х человек; дети до 3-х лет и подростки 14—17 лет; все учащиеся старше 14 лет; безработные состоящие на учёте на бирже труда; пенсионеры, инвалиды войны и труда и прочие нетрудоспособные 1- й и 2-й категории на иждивении 4) все лица мужского и женского пола получающие доход от чужого наёмного труда; лица свободных профессий и их семьи не состоящие на общественной службе; лица неопределённых занятий и все прочее население не поименованное выше.
Объём выдаваемого соотносился по группам как 4:3:2:1. В первую очередь одновременно выдавались продукты по первым двум категориям, во вторую — по третьей. Выдача по 4-й осуществлялась по мере удовлетворения спроса первых 3-х. С введением классовых карточек отменялись любые другие (карточная система действовала с середины 1915 года).
На практике принимавшиеся меры были гораздо менее согласованы и скоординированы, чем было запланировано на бумаге. Вернувшийся с Урала Троцкий привёл ставший хрестоматийным пример чрезмерного централизма: в одной уральской губернии люди ели овёс, а в соседней лошадей кормили пшеницей, так как местные губпродкомы не имели права обменять друг у друга овёс и пшеницу. Ситуация усугублялась условиями гражданской войны — большие районы России были неподконтрольны большевикам, а недостаток коммуникаций приводил к тому, что даже регионам, формально подчинявшимся советскому правительству зачастую приходилось действовать самостоятельно, в отсутствие централизованного управления из Москвы.

## Итоги военного коммунизма
- Запрет частного предпринимательства.
- Ликвидация товарно-денежных отношений и переход к прямому товарообмену, регулируемому государством. «Отмирание денег»
- Военизированное управление железнодорожной сетью.

Кульминацией политики «военного коммунизма» были конец 1920 — начало 1921, когда вышли декреты Совнаркома «О бесплатном отпуске населению продовольственных продуктов» (4 декабря 1920 г.), «О бесплатном отпуске населению предметов широкого потребления» (17 декабря), «Об отмене платы за всякого рода топливо» (23 декабря).
Вместо ожидавшегося архитекторами военного коммунизма невиданного роста производительности труда произошло её резкое падение: на 1920 год производительность труда сократилась, в том числе вследствие массового недоедания, до 18 % от довоенной. Если до революции средний рабочий потреблял в день 3820 килокалорий, уже в 1919 году эта цифра упала до 2680, чего уже было недостаточно для тяжёлого физического труда.
Выпуск промышленной продукции к 1921 году уменьшился в три раза, а численность промышленных рабочих сократилась вдвое. В то же время штаты ВСНХ выросли примерно в сто раз, с 318 человек до 30 тысяч; вопиющим примером стал входивший в состав этого органа «Бензиновый трест», разросшийся до 50 человек при том, что управлять этому тресту приходилось всего одним заводом, на котором работало 150 рабочих.
Особенно тяжёлым стало положение Петрограда, население которого за время Гражданской войны уменьшилось с 2 млн 347 тыс. чел. до 799 тыс., численность рабочих уменьшилась в пять раз.

Столь же резким стал спад и в сельском хозяйстве. Вследствие полной незаинтересованности крестьян увеличивать в условиях «военного коммунизма» посевы, производство зерновых на 1920 год упало по сравнению с довоенным в два раза. По оценке Ричарда Пайпса,
В такой ситуации достаточно было испортиться погоде, чтобы в стране наступил голод. При коммунистическом правлении в сельском хозяйстве не стало излишков, поэтому, случись неурожай, бороться с его последствиями было бы нечем.
Принятый большевиками курс на «отмирание денег» на практике привёл к фантастической гиперинфляции, во много раз превзошедшей «достижения» царского и Временного правительств.
Тяжёлое положение в промышленности и сельском хозяйстве усугублялось окончательным развалом транспортной системы. Доля так называемых «больных» (то есть неисправных) паровозов дошла с довоенных 13 % до 61 % на 1921 год, транспорт приближался к порогу, после которого мощностей должно было хватать лишь на обслуживание собственных потребностей. Кроме того, в качестве топлива для паровозов использовались дрова, крайне неохотно заготовляемые крестьянами по трудовой повинности.
Полностью провалился и эксперимент по организации в 1920—1921 годах трудовых армий. Первая трудармия продемонстрировала, по выражению председателя её совета (Предсовтрударма — 1) Троцкого Л. Д., «чудовищную» (чудовищно низкую) производительность труда. Лишь 10—25 % её личного состава занимались трудовой деятельностью как таковой, а 14 % из-за рваной одежды и отсутствия обуви вообще не выходили из казарм. Широко распространяется массовое дезертирство из трудовых армий, которое на весну 1921 года окончательно выходит из-под всякого контроля.
Для организации продразвёрстки большевики организовали ещё один сильно разросшийся орган — Наркомпрод во главе с А. Д. Цюрюпой, но несмотря на усилия государства по налаживанию продовольственного обеспечения, начался массовый голод 1921—1922 годов, во время которого погибло до 5 миллионов человек. Политика «военного коммунизма» (особенно продразвёрстки) вызывала недовольство широких слоёв населения, в особенности крестьянства (восстание на Тамбовщине, в Западной Сибири, Кронштадте и другие). К концу 1920 года в России появляется практически сплошной пояс крестьянских восстаний («зелёный потоп»), усугублённый огромными массами дезертиров, и начавшейся массовой демобилизацией Красной армии.
В марте 1921 года на X съезде РКП(б) задачи политики «военного коммунизма» признаны руководством страны выполненными и введена новая экономическая политика.

## Оценка военного коммунизма
Ключевым хозяйственным органом военного коммунизма стал Высший совет народного хозяйства, созданный по проекту Юрия Ларина, как центральный административный планирующий орган экономики. Согласно собственным воспоминаниям, Ларин спроектировал главные управления (главки) ВСНХ по образцу германских «Кригсгезельшафтен» (нем. Kriegsgesellschaften; центры регуляции индустрии в военное время).
Н. Н. Суханов так описал этого политика:

…лихой кавалерист, не знающий препятствий в скачке своей фантазии, жестокий экспериментатор, специалист во всех отраслях государственного управления, дилетант во всех своих специальностях.

Хотя в дальнейшем ВСНХ был возглавлен А. И. Рыковым, настоящим вдохновителем деятельности этого органа оставался Ларин. В своём кабинете Ларин рассматривал самые различные проекты в области экономики, и принимал некоторые из них. По описанию Ричарда Пайпса, «этот полупарализованный, страдавший страшными болями инвалид, мало известный даже специалистам, может по праву считаться автором уникального в истории достижения: вряд ли кому-нибудь ещё удавалось за невероятно короткий срок в тридцать месяцев пустить под откос экономику великой державы». Хотя первые два с половиной года у власти влияние Ларина на Ленина было огромным, в 1921 году он уже начал высказывать резкое раздражение «прожектёрством»: «По части проектов он неутомим. Он здесь упоминал, что ещё в январе 1920 года он выдвигал хороший проект. Но если собрать все проекты тов. Ларина и выбрать из них хорошие проекты, то, наверное, пришлось бы определять их в десятитысячных долях», или даже: «Запретить Ларину прожектёрствовать. Рыкову сделать предостережение: укротите Ларина, а то Вам влетит».
По воспоминаниям современника С. И. Либермана,

На одном заседании [в 1921 году] … Цюрупа … так прямо и сказал в качестве аргумента против какого-то проекта: «Ну, это ларинское изобретение!» И у Ленина, и у самых молодых участников заседания на лице появилась снисходительная улыбка.
Уже в 1919 году В. А. Базаров отметил, что военный коммунизм не может существовать без спекулянтов, которые выполняют функцию снабжения населения жизненно важными продуктами при неспособности государства накормить людей несмотря на его монополию в этой сфере:

Спекулянт — не просто паразит, но вместе с тем и действительная опора правительства, герой, спасающий власть в критических случаях. Когда внезапно обнаруживается острый недостаток продовольствия на каком-нибудь фронте, когда грозит замереть из-за недостатка топлива какой-нибудь стратегически важный участок железных дорог, кто спасает положение? Советский или околосоветский спекулянт! Это он из-под земли откапывает до зарезу необходимую партию угля или хлеба; это он, платя бешеные цены, вырывает продукт из рук десятка других претендентов; это он преодолевает таинственными способами трудовую дисциплину товарищей-железнодорожников и доставляет груз на место назначения с волшебной, почти дореволюционной быстротой.— 
А. С. Изгоев в статье «Социализм, культура и большевизм» в сборнике «Из глубины» писал:

Альфой и омегой нового экономического порядка большевики объявили «рабочий контроль»: «пролетариат сам берёт дело в свои руки».
«Рабочий контроль» очень скоро обнаружил свою истинную природу. Эти слова звучали всегда как начало гибели предприятия. Немедленно уничтожалась всякая дисциплина. Власть на фабрике и заводе переходила к быстро сменяющимся комитетам, фактически ни перед кем ни за что не ответственным. Знающие, честные работники изгонялись и даже убивались.
Производительность труда понижалась обратно пропорционально повышению заработной платы. Отношение часто выражалось в головокружительных цифрах: плата увеличивалась, а производительность падала на 500—800 проц. Предприятия продолжали существовать только вследствие того, что или государство, владевшее печатным станком, брало к себе на содержание рабочих, или же рабочие продавали и проедали основные капиталы предприятий. По марксистскому учению, социалистический переворот будет вызван тем, что производительные силы перерастут формы производства и при новых социалистических формах получат возможность дальнейшего прогрессивного развития и т. д., и т. д. Опыт обнаружил всю лживость этих россказней. При «социалистических» порядках наступило чрезвычайное понижение производительности труда. Наши производительные силы при «социализме» регрессировали к временам петровских крепостных фабрик.
Демократическое самоуправление окончательно развалило наши железные дороги. При доходе в 1½ миллиарда рублей железные дороги должны были платить около 8 миллиардов на одно только содержание рабочих и служащих.
Желая захватить в свои руки финансовую мощь «буржуазного общества», большевики красногвардейским налётом «национализировали» все банки. Реально они приобрели только те несколько жалких миллионов, которые им удалось захватить в сейфах. Зато они разрушили кредит и лишили промышленные предприятия всяких средств. Чтобы сотни тысяч рабочих не остались без заработка, большевикам пришлось открыть для них кассу Государственного банка, усиленно пополняемую безудержным печатанием бумажных денег.

В. И. Ленин давал двойственные объяснения о причинах и итогах военного коммунизма. В одном случае он писал: « Введение политики „Военного коммунизма“ был вызвано войной и разорением. Он не был и не мог быть отвечающей хозяйственным задачам пролетариата политикой. Он был временной мерой». В другом: «Наша предыдущая экономическая политика, если нельзя сказать: рассчитывала (мы в той обстановке вообще рассчитывали мало), то до известной степени предполагала, — можно сказать безрасчётно предполагала, — что произойдёт непосредственный переход старой русской экономики к государственному производству и распределению на коммунистических началах». Ленин также утверждал, что «военный коммунизм» надо поставить большевикам не в вину, а в заслугу, но в то же время необходимо знать меру этой заслуги.

## Историография
В историографии к началу XXI века сложились две основные концепции событий: согласно первой из них после прихода к власти Советское правительство пыталось командными методами «ввести коммунизм» (и большевики отказались от подобной идеи только после её провала); согласно второй — «военный коммунизм» являлся лишь временной мерой, вызванной реалиями Гражданской войны. Исследователи из первой группы обращали повышенное внимание «на идеологическое происхождение новой системы», в то время как историки из второй — на «чрезвычайный характер экономических мер», отводя при этом сам «идеологический аспект» на счёт «рационализации» последующих лет; эти замечания относились как к западной, так и к советской литературе. Особенность, присущая обоим подходом, состояла в том, что акцент делался на одном объяснении: либо на марксистской идеологии, воплощённой в партийном руководстве; либо на Гражданской войне, интерпретировавшейся как экзогенный, объективный фактор, обусловивший выбор экономической политики.
Особенностью советской исторической литературы о военном коммунизме являлся подход, основанный на предположении об исключительной роли и «непогрешимости» Владимира Ленина. Поскольку «чистки» тридцатых годов «убрали с политической сцены» большинство коммунистических лидеров времён военного коммунизма, подобная «предвзятость» могла быть легко объяснена в рамках усилий по «созданию эпоса» о Социалистической революции, который бы подчёркивал её успех и «минимизировал» ошибки. «Миф о лидере» был распространён и среди западных исследователей, преимущественно «оставлявших в тени» как других руководителей РСФСР тех времён, так и само экономическое «наследие», доставшееся большевикам от Российской империи.

## В культуре
- Жизнь в Петрограде времён военного коммунизма описана в романе Айн Рэнд «Мы — живые».